# Prodasineura lansbergei
Prodasineura lansbergei – gatunek ważki z rodziny pióronogowatych (Platycnemididae). Znany wyłącznie z zaginionego holotypu odłowionego prawdopodobnie na Borneo.